# Claeys MZ
La Claeys MZ est un modèle de moissonneuse-batteuse produit par l'entreprise belge de Leon Claeys à Zedelghem.
La machine est fabriquée entre 1952 et 1960.

## Historique
En 1952, la Claeys MZ est la première moissonneuse-batteuse automotrice aboutie fabriquée en Europe dans l'usine belge de Leon Claeys à Zedelghem. Elle fait suite à la MK, machine tractée datant de 1948 mais non produite en grande série.
Cette machine est largement vendue et, bien qu'elle soit produite jusqu'en 1960, il apparaît nécessaire d'en étudier une évolution dès le milieu des années 1950 car d'autres fabricants ont sorti des engins concurrents. C'est ainsi que la Clayson M 103 est mise sur le marché en 1957, se distinguant de la MZ par des améliorations techniques et une plus grande puissance de moteur.

## Caractéristiques

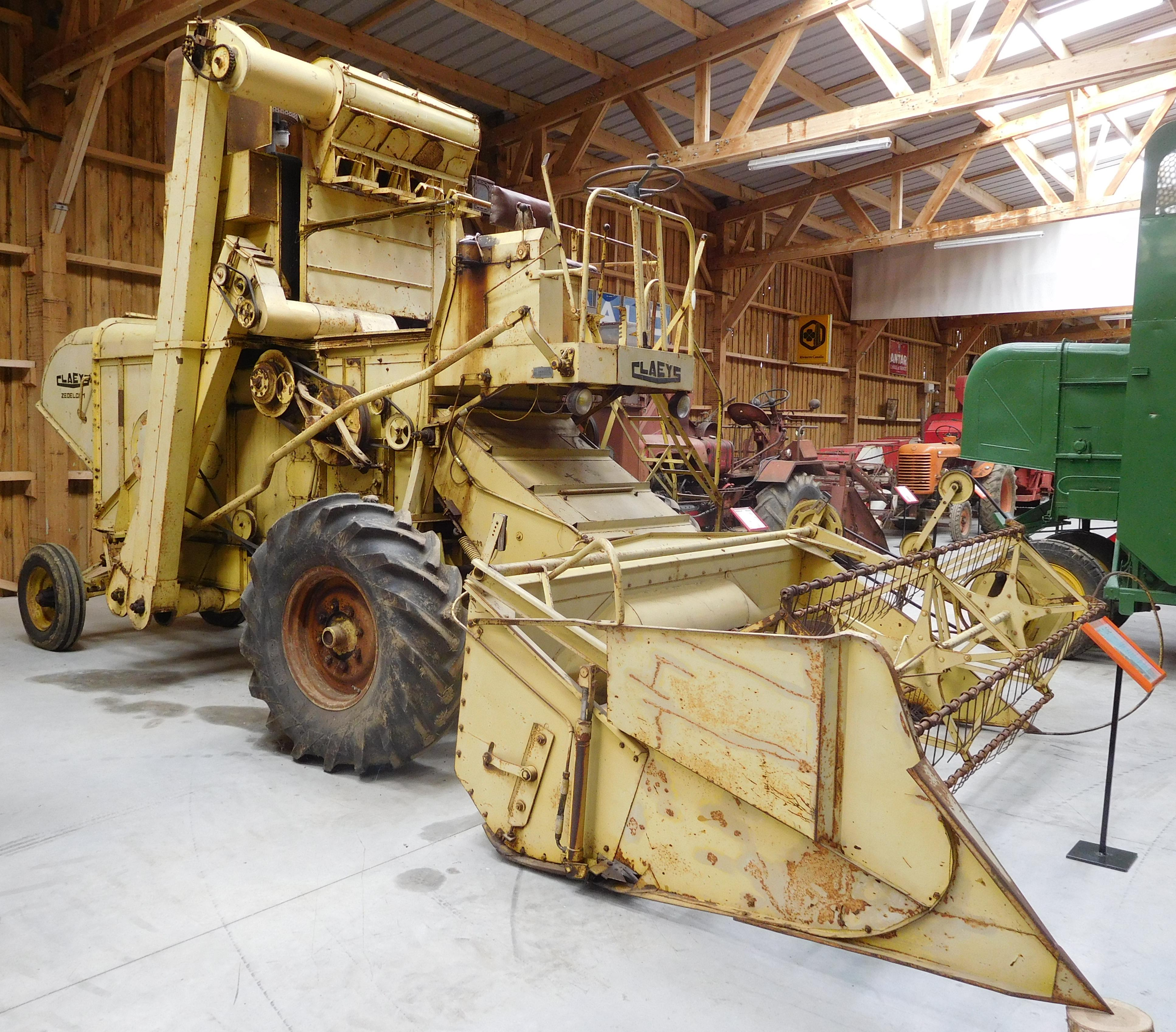
Claeys MZ.

La machine est équipée d'un moteur à essence Austin à quatre cylindres d'une puissance de 55 ch ou Perkins Diesel de 65 ch.
La boîte de vitesses à commande manuelle comporte quatre rapports avant et un rapport arrière, couplés avec un variateur de vitesse  hydraulique, ce qui lui confère une vitesse maximale de 20 km/h.
La Claeys MZ est équipée d'une trémie de collecte du grain en vrac d'une capacité de 1 500 l (2 000 l en option) ou d'un trieur alimentant un dispositif d'ensachage.
La largeur de coupe peut aller de 3  à   4 m. Une barre de coupe spéciale pour le maïs existe, et la machine peut être équipée de chenilles à la place des roues motrices (moisson du riz).
Le dispositif de séparation du grain comporte un batteur rotatif de 1 030 mm de large pour 600 mm de diamètre et cinq secoueurs alternatifs d'une surface totale de 3,6 m2 en métal montés sur un cadre en bois.
La masse à vide en ordre de marche de la Claeys MZ est de 3 700 kg.
La position très élevée du poste de conduite garantit dans une certaine mesure le conducteur des poussières ; elle est aussi au même niveau que la plateforme d'ensachage, mais la vue sur la barre de coupe reste perfectible.